# Ca Gallissà
Ca Gallissà és una obra barroca de Valls (Alt Camp) protegida com a Bé Cultural d'Interès Local.

## Descripció
Edifici situat a la cantonada entre els carrers Cort i Peixateria. Es tracta d'una construcció de tres altures, planta baixa i dos pisos. La façana, de composició simètrica manté els balcons del segle xviii amb les seves reixes treballades. La part de la façana que ha patit més canvis ha estat la planta baixa, a causa de la col·locació dels elements decoratius i dels rètols dels locals comercials que hi ha establerts. L'edifici conserva la xemeneia de planta quadrada de tipus industrial, d'un forn de pa.

## Història
S'ha localitzat documentació referent a la xemeneia de tipus industrial, existent en el segle xix.